# Altenfurt Nord
Altenfurt Nord ist der östlichste Teil des Nürnberger Stadtteils Langwasser und der Name des Statistischen Bezirks 35 im Statistischen Stadtteil 3 „Südöstliche Außenstadt“. Der Bezirk besteht aus den Distrikten 350 Altenfurt Nord (Blindenanstalt), 351 Altenfurt Nord (Raudtener Str.), 352 Altenfurt Nord (Wohlauer Str.) und 353 Altenfurt Nord (Forst).